# Aura (Simonetta Spiri)
Aura è un singolo di Simonetta Spiri, pubblicato il 17 giugno 2011.

## Il brano
Il brano è stato scritto Luca Sala ed Enrico Palmosi.
Riguardo a questa canzone, Simonetta l'ha descritto così:

## Tracce
- Download digitale

1. Aura – 3:30

## Video musicale
Il videoclip della canzone è stato diretto da Stefano Bertelli ed è stato pubblicato il 19 giugno 2011 su YouTube.